# Ungár Júlia
Ungár Júlia (Budapest, 1951. november 25. –) Jászai Mari-díjas magyar dramaturg, műfordító, egyetemi tanár.

## Életpályája
1971–1976 között az Eötvös Loránd Tudományegyetem Bölcsészettudományi Karának magyar-francia szakos hallgatója volt. 1977–1979 között a Magyar Színházi Intézet és az Eötvös Loránd Tudományegyetem Bölcsészettudományi Kar Esztétikai Tanszékének ösztöndíjasa volt. 1981–1992 között a Békés Megyei Jókai Színház dramaturgja volt. 1985-ben végzett a Színház- és Filmművészeti Főiskola színházelmélet-dramaturgia szakán. 1992 óta Zsótér Sándor munkatársa. 1992–1995 között a szolnoki Szigligeti Színházban dolgozott. 1995-1998 között a Miskolci Nemzeti Színház dramaturgja volt. 1998–2010 között a budapesti Katona József Színház dramaturgja volt. 2010 óta szabadúszó dramaturg és fordító.
Tanít a Színház- és Filmművészeti Egyetemen és a Károli Gáspár Református Egyetemen. Bertolt Brecht életművével foglalkozik.

## Színházi munkái
A Színházi Adattárban regisztrált bemutatóinak száma: szerzőként: 2; fordítóként: 23.

### Szerzőként
- Az idióta (2003)
- Az 1/2 kegyelmű (2012)

### Fordítóként
- Henschel fuvaros (1997)
- Galilei élete (2002)
- Medea (2002)
- A kaukázusi krétakör (2003, 2009)
- Kurázsi mama és gyerekei (2004, 2012)
- Arturo Ui feltartóztatható felemelkedése (2004, 2009)
- Adrienne (2005)
- A városok dzsungelében (2006)
- K.mama (2006)
- Az anya (2007)
- Az öreg hölgy látogatása (2007)
- A néger és a kutyák harca (2008)
- Vassza Zseleznova (2008)
- A kivétel és a szabály (2008)
- Lorenzaccio (2009)
- Figaro házassága (2010)
- Egy olasz szalmakalap (2011)
- Mi történt, miután Nóra elhagyta a férjét, avagy a társaságok támaszai (2012)
- A gömbfejűek és a csúcsfejűek (2012)

## Díjai, elismerései
- Jászai Mari-díj (2003)